# Pigment & Resin Technology
Pigment & Resin Technology, abgekürzt Pigm. Resin. Technol., ist eine wissenschaftliche Fachzeitschrift, die vom Emerald-Verlag veröffentlicht wird. Die Zeitschrift erscheint mit sechs Ausgaben im Jahr. Es werden Artikel veröffentlicht, die sich mit der Synthese, Charakterisierung und Anwendung von Farbstoffen und Polymeren für Tinten und Überzugsformulierungen beschäftigen.
Der Impact Factor lag im Jahr 2014 bei 0,788. Nach der Statistik des ISI Web of Knowledge wird das Journal mit diesem Impact Factor in der Kategorie angewandte Chemie an 53. Stelle von 72 Zeitschriften, in der Kategorie chemische Ingenieurwissenschaften an 93. Stelle von 135 Zeitschriften und in der Kategorie Materialwissenschaft, Überzüge & Filme an 14. Stelle von 17 Zeitschriften geführt.